# Беатриче Портинари
Беатрѝче Портинàри (на италиански: Beatrice Portinari), наречена Бѝче (Bice), по мъж Беатриче де Барди (Beatrice de' Bardi; * 1265/66, Флоренция, Флорентинска република, † 8 юни 1290, пак там), от рода Портинари, е флорентинска аристократика и според някои литературни критици жената, която италианският поет и писател Данте Алигиери въплъщава в героинята си Беатриче – негова муза и вдъхновителка. Смъртта ѝ води твореца до дълбока криза.

## Историческа личност
Макар не всички да приемат като безспорна идентификацията на Беатриче ди Фолко Портинари с жената, вдъхновила любовната поезия на Данте, тази традиция е днес дълбоко утвърдена. Самият Джовани Бокачо в своя коментар към „Божествена комедия“ открито посочва младата Портинари като личността, скрита зад образа на Беатриче.
Историческите сведения за живота на Беатриче са изключително оскъдни, което поражда съмнения относно нейното реално съществуване. Дълго време единственият достоверен документ е било завещанието на Фолко Портинари от 1287 г., в което той споменава парично дарение за дъщеря си Биче, омъжена за рицаря Симоне Барди. Фолко Портинари (* ок. 1222; † 1289) е приор на Флоренция (1282) и много богат и виден банкер в своя роден град Портико ди Романя. След преместването си във Флоренция той живее в къща близо до тази на Данте и има шест дъщери. Фолко има заслугата за основаването на това, което все още е основната болница в центъра на града – Болница „Санта Мария Нуова“.
Предположената дата на раждане на Беатриче е извлечена по аналогия с тази на Данте – приемайки се, че тя е била на същата възраст или евентуално с година по-млада от него, а именно родена около 1265 г. Що се отнася до датата на нейната смърт, тя е възприета от „Нов живот“ на Данте и вероятно има по-скоро символично значение, отколкото строго историческо основание.Повечето налични биографични данни за Беатриче произтичат именно от „Нов живот“, където е описана единствената среща с поета – моментът на поздрава, без какъвто и да е вербален обмен между тях.
Беатриче, дъщеря на прочутия банкер Фолко Портинари, се сродява с друг изтъкнат банков род – Барди, като се омъжва за Симоне Барди, наричан Моне, още в съвсем ранна възраст, когато е все още подрастваща. Особено ценни са новооткритите документи в архива на семейство Барди, свързани с Беатриче и нейния съпруг, разкрити от италианския изследовател Доменико Савини. Сред тях се откроява нотариален акт от 1280 г., в който Моне Барди предоставя част от свое имущество на брат си Чекино с изричното съгласие на съпругата си Биче. Това свидетелства, че по онова време тя е била около 15-годишна. Друг документ, датиращ от 1313 г. – тоест години след предполагаемата смърт на Беатриче – споменава брака на Франческа, дъщеря на Симоне, с Франческо ди Пиероцо Строци, осъществен чрез посредничеството на нейния чичо Чекино. Не се уточнява обаче дали майката е самата Беатриче или втората съпруга на Симоне – Билия (Сибила) ди Пучо Дечайоли. Освен Франческа, други известни деца на Симоне са Бартоло и Джема, която по-късно се омъжва за Барончели.
Правдоподобна е хипотезата, че Беатриче е починала доста млада, може би поради раждане.
Мястото на погребението ѝ традиционно се посочва в църквата „Санта Маргерита де Черки“ близо до домовете на семейства Алигиери и Портинари, където се смята, че са гробовете на Фолко и семейството му. Но тази хипотеза, въпреки че е посочена от съвременна надгробна плоча, която поставя датата на смъртта на Беатриче на 1291 г., е противоречива, тъй като, когато Беатриче е умира, тя е омъжена и следователно нейното погребение би трябвало да се състои в семейната гробница на нейния съпруг. Всъщност Савини посочва като възможно място гробницата на Барди, разположена в Базилика „Санта Кроче“ във Флоренция, все още отбелязана днес в манастирския двор от плоча със семейния герб, близо до Параклиса на Паци. Започвайки от избора на Данте за Света Лучия като изпратена до Беатриче от Дева Мария, за да го спаси, Марко Сантагата предполага, че Беатриче може да е била погребана в църквата „Санта Лучия дей Маньоли“, по-късно наречена „Санта Лучия дей Барди“, която се е намирала на улица, към която са гледали къщите на Барди; следователно е възможно Биче да е посещавала тази църква или да е била погребана там.

## Литературна героиня
Беатриче е първата жена, която оставя траен отпечатък в зараждащата се италианска литература, въпреки че и други женски образи намират място в поезията на Гуидо Гуиницели и Гуидо Кавалканти, макар и не с интензивността и силата на персонажа, създаден от Данте. Целият текст на „Нов живот“ е посветен именно на Беатриче, като поетът събира поредица от свои поетични твоби, написани отчасти през предходни години, и ги вплита в рамката на прозаичен разказ. 

Според свидетелствата от „Нов живот“ Данте и Беатриче се срещат за първи път през 1274 г., когато са още деца, и втори път през 1283 г., вече като юноши. Тя се омъжва за банкера Симоне де Барди през 1287 г. и умира три години по-късно, през 1290 г. Смъртта ѝ потапя Данте в дълбока скръб, която го тласка към изучаване на философия и към търсене на утеха в латински трудове, написани от мислители, преживели подобна загуба. С края на тази криза съвпада и създаването на „Нов живот“, който може да се разбира не само като литературен сборник, но и като символично възраждане – духовно и творческо – за самия Данте.
Най-голямата новост и най-радикалното отклонение от традиционните представи в поезията на Данте в „Нов живот“ се открояват именно в Глава 26, където той представя сонета за Беатриче, започващ с думите: Tanto gentile e tanto onesta pare. В този сонет Данте казва за нея: „толкова благородна по душа и толкова достойна изглежда / моята жена...“. Тези стихове не само я превъзнасят, но и предават едно трансцендентно възприятие – образ на жена, която вече не е просто човешка, а свята.
Ако се съсредоточим върху ролята на визуалния контакт в „Нов живот“, ще забележим, че усещането за зрение присъства навсякъде в текста – коренът на думата „виждам“ се появява около 60 пъти. Това не е случайно: Данте осъзнато изгражда преминаване от обикновено зрение към духовно видение – процес на преобразяване, в който сетивното възприятие се трансформира в богоявление. Беатриче се превръща в ангелско създание, чиято светост е така мощна, че очите „не смеят да я погледнат“. Тя идва „като чудо“, изпратена сякаш от небето, и Данте я възприема не просто като жена, а като посланик на благодат.
В сонета и съпътстващата го проза Данте описва как „тя дойде в толкова много благодат на хората“, че „хората се стичаха да я видят“, което препраща към сцени от Евангелието от Лука, където за Христос се казва: „Иисус пък преуспяваше в мъдрост и възраст и в любов пред Бога и човеците“ (2, 52), както и „А когато се събра множество народ, и жителите от всички градове се стичаха при Него...“ (8, 4). 
Друга препратка, утвърждаваща образа на Беатриче като христологична фигура, се открива в изказването: „И други казваха: Тя е чудо: благословен да бъде Господа, който знае как да работи толкова възхитително“, също съпоставимо със следното от „Евангелие от Лука“: „И ужас обзе всички, и славеха Бога; и като бяха изпълнени със страх, казваха: чудни работи видяхме днес.“ (5, 26). Това удивление – почти сакрално – пред чудото, е емоционалната кулминация на трансформацията на Беатриче от земна към небесна. 
Разказът достига върха си в моментите около нейния пророчески сън и смърт. В Песен 23, в прозата, въвеждаща стихотворението Donna pietosa e di novella etade, Данте споделя видение: „Струваше ми се, че видях слънцето да потъмнява... и да има огромни земетресения“. Именно тези природни явления формират фона и в евангелското описание на смъртта на Христос, завършвайки притчата – Биче изчезва и на нейно място се утвърждава възвишената Беатриче, фигура на небесно сияние и духовно спасение.
Още една наративна и метафорична сцена се разгръща в срещата на Данте с Беатриче –  среща, която е предварително подготвена чрез образа на Джована Примавера – жената, възпята от Гуидо Кавалканти. В този литературен монтаж Джована Примавера изпълнява функцията на предвестник – своеобразен „Йоан Кръстител“ в поетичната вселена на Данте, който подготвя пътя за появата на „поетическия Христос“, олицетворен в Беатриче. Така се създава трансцендентна аналогия, в която двойката „Джована Примавера – Беатриче“ не просто маркира приемствеността в поетичните традиции между Кавалканти и Данте, но и установява сакралната структура, наподобяваща евангелската история. 
В този контекст фигурата на Вана – приятелката на Беатриче, придружаваща я в сцената от „Нов живот“, придобива символична роля. Тя е както помощничка и сянка на Беатриче, така и неин подготвител — също като Йоан Кръстител за Христос. Въз основа на тази паралелност, по силата на поетичното преходно свойство, можем да тълкуваме Вана като съответствие на Кръстителя, а самата Беатриче като Христова фигура – духовно издигната, носеща спасение чрез красотата, благородството и любовта си.
Тази сложна метафорична система не само поставя Данте във вътрешен диалог с поетическата традиция, но и превръща Беатриче в централна точка на божествена поетика: жената, която вдъхновява видения, води към трансцендентност, и в крайна сметка събира в себе си както човешкото, така и небесното начало.
Докато при Гуидо Кавалканти Данте признава неговата роля като предшественик на собствената си поетика, при Гуидо Гуиницели той подчертава, че именно този поет за първи път е разгърнал темата за стойността, вложена в женския поздрав. Това признание позволява на Данте да се включи в контекста на един непрестанен поетичен експеримент и формираща се традиция, която той успява да доведе до нейния връх: еквивалентът „поздрав = здраве / спасение на душата“ намира своето пълно изражение в неговата поезия, където още с първия поздрав, отправен от Беатриче, Данте твърди, че сякаш пред себе си съзира всичките условия за постигането на блаженство. Когато този поздрав му бъде отнет, той потъва в скръб. За да разберем това, трябва да се отчетат поведенческите кодове на онази епоха, когато поведението на мъжете и жените е било строго регулирано. Местата за визуални срещи — балкони, улици, църкви — са били публични, отворени пространства, предназначени да осигуряват социален надзор. Жените е трябвало да държат погледа си надолу и да не се показват сами навън, според установените наръчници на времето. Именно в този контекст, погледът и безвъзмездният поздрав от страна на Беатриче към Данте приемат революционен характер. Този жест става толкова преобръщащ, колкото е бил и погледът на Христос към човечеството; поздравът – символ на спасението, който Беатриче поднася, в „Нов живот“ вече е обещание за духовно изкупление — макар и все още неуниверсално, каквото ще придобие в „Божествена комедия“. Именно отсъствието на поздрава и отсъствието на тялото след смъртта на Беатриче — пълното прекъсване на материалната връзка — пораждат поезията на възхвалата: една поезия, способна да обезсмърти любовта отвъд физическото съществуване. В литературно отношение тази концепция за блажената Беатриче е формулирана като обещание в последната глава на „Нов живот“.:
| „ | След миналия сонет ми се яви небесно видение, в което видях неща, които ми подсказаха да не говоря повече за тази блажена, за да мога да пиша поезия по-достойно в нейна възхвала. И за да достигна до това, аз доста се ангажирам, както знае тя със сигурност. Така че, ако бъде волята на Онзи, за когото целият свят живее, моят живот да трае още толкова години, се надявам да кажа за нея онова, което не бе казано за никоя друга жена. Накрая нека по волята на Бога, който е господарят на всичките добродетели, моята душа да може да отиде да се възхищава на славата на нейната душа, тоест на онази блажена Беатриче, която в Рая съзерцава величествено лицето на Онзи, който е блажен вовеки веков. | “ |

Съществува схващане, че финалното твърдение в „Нов живот“ загатва за замисъла на Данте да създаде „Божествена комедия“.  Въпреки това италианският литературен критик Марко Сантагата изказва различно мнение — според него няма пряка творческа връзка между двете произведения. По негови думи, е трудно да се повярва, че още през 1295 г. Данте е обмислял мащабен проект като „Божествена комедия“. По-вероятно е той да е имал намерение да създаде поема на латински език или произведение с форма на небесно видение — проект, който така и не е реализиран или за който липсват сведения. Въпреки това, в ретроспективната си реконструкция на образа си като писател, Данте така оформя своето творчество, че става невъзможно да се отдели представата за Беатриче от „Нов живот“ от нейната образна функция в „Божествена комедия“.  В „Божествена комедия“ Беатриче претърпява процес на одухотворяване и е призната за ангелско създание (според идеалите на Долче стил нуово).  В този нов контекст Беатриче олицетворява две фундаментални добродетели – Вярата и Мъдростта, които водят човешката душа по пътя към спасението и Рая.
Препратките към девойката Беатриче, за която Данте в „Нов живот“ разказва, че я е срещнал, първо на 9 и след това на 18 години, изглеждат твърде внимателно конструирани, за да бъдат напълно убедителни като биографични епизоди.
Различна светлина върху Беатриче като фигура от творчеството на Данте може да дойде от прочита на песента на Рамбо дьо Вакейрас, провансалски поет, живял главно в Италия около век преди Данте . Песента е Kalenda Maya, чиято предпоследна строфа започва така:
| „ | Така благородна разцъфтява / за всички хора Дона Беатриче и расте/ Вашата стойност; с добродетели украсявате онова, което държите / и с красиви думи, без фалш; на благородни дела имате семето; наука, / търпение / имате, и знания; стойност / отвъд всякакъв спор обличате се в благоволение. Хубава жена, / която всеки хвали и провъзгласява Вашата стойност, която Ви краси, / и който Ви забрави, животът му има малка стойност ... " | “ |

Данте, който добре познава провансалската поезия и нейния език, се връща към името Беатриче почти век след творчеството на трубадурите. В своя сонет той я описва с думите: „толкова благородна по душа и толкова достойна изглежда / моята жена". Началото показва прилики– чувството, което движи поетите, е едно и също, а самото ехо, което песента на Рамбо изглежда да предизвиква, би могло да бъде намерено в различни думи и стихове на Данте, и накрая, споменаването на Беатриче, което обединява двамата поети, изглежда изненадващо. Рамбо възпява Беатриче Монфератска, сестра на маркграф Бонифаций I Монфератски и първа братовчедка на Фридрих Барбароса, като ѝ служи като рицар и трубадур. Тази Беатриче не е Беатриче на Данте, но изглежда има поне малък принос за създаването на запомнящата се фигура.